# 孤魂信仰

孤魂信仰，或稱孤魂祭祀、孤魂野鬼，古代稱厲祭，為厲鬼信仰的一種形式，為東亞民間信仰，祭祀因戰爭、械鬥、疾役、殘殺、冤屈、罪行、天災、車禍等意外枉死，或無後、夭折死者的信仰，避免無嗣、橫死、冤死者，因無香火供養而於人間作祟，逐漸衍生而成。隨閩人、客家人移民傳布至台灣等地，成為台灣民間信仰。

## 名稱
因地域、收葬方式、性別等而有不同稱呼，如下界爺:80、有應公、聖公、聖母、金斗公、有英公、百姓公、萬姓公、萬善公、陰公（陰光）、無嗣陰公、水流公、水流媽、大眾爺、大眾媽、大塚公、大墓公、廟仔公、應公仔、好兄弟，或逕稱為某姓公、眾人公、某姑娘、某先生等等，如經地方人群廟主神敕封，則會升格稱為某某將軍、某某千歲等。而福建、台灣以下界爺、有應公、萬善爺、大眾爺的稱呼最為普遍。

## 來源
中國傳統信仰中認為無人埋葬、奉祀的死者，及舊時受限於宗法制度，女性未出嫁而亡者，或因各種意外、被害而過世者，即為厲鬼，將會無法安息而為祟，以尋求香火供養或報復。人們對此等厲鬼深感畏懼，因此由國家或社會為其主持祭祀，藉由統一安葬、祭祀，以安撫亡靈，使生民恢復平靜。歷代統治君主面對有應公信仰互有依違，時而由國家、朝廷建立「厲壇」、「義塚」等安置，時而則又視為「淫祀」、「淫祠」加以壓制、毀壞。近年調查發現，有應公有可能是平埔族原住民的骨骸。因平埔族原本住在平地，喪葬儀式與漢人不同，所以漢人在拓墾時才會常挖掘到無主骨骸。

## 描述
还有将野鬼也视为恶鬼，认为野鬼狰狞可怕，残忍害人，俗称蛮干鬼，它能使人朝病。旧时人们认为自己住宅中，如果是孤魂野鬼溜进宅子，就要给家人带来灾祸，在《山海经》中就有鬼国记载。和尚也会在「普施」时表演节目，让游魂野鬼来看热闹，同时也施舍一些饭食、银角，叫游魂野鬼不要去哄抢那些本来应属于这场“功德”对象的“库银”。
孤魂野鬼和祖先灵魂本質是相同，只是一個有人拜、一個沒人拜而已。在七月鬼月，傳說閻羅王每年農曆七月初一打開鬼門關，放出一批無人奉祀的孤魂野鬼到陽間來享受人們供祭，在七月最後一天重關鬼門之前，這批孤魂野鬼又得返回陰間。所以在中元節祭祀「好兄弟」，道士們也以誦經作法事和準備三牲五果普渡孤魂野鬼。

## 祭祀

### 福建
一般定在農曆七月三十，民間又稱呼為「做𰫕」。在這天裡，家家戶戶都要做「暝頭𰫕」，各家婦女以糯米七成、籼米三成的比例來「派米」，磨漿後滴乾磨成皮，用紅糖熬油與蒸熟的糯米飯拌做餡料，搓圓蒸熟，疊在籮盤上。以三十六粒為「一筳」，作為供品向下界爺施食。
臨近天黑時，家家戶戶都在自家門前或路邊弄口的地上，擺上三十六塊的「暝頭𰫕」，一碗菜湯和一碗飯（俗稱：菜湯飯），菜湯一般是開水然後再放入一些菜葉（然後放三個瓢羹），而飯是無煮過的「生米」。擺上完供品後，點燭插香。在供奉過程中，如果有向下界爺許願但願望達成的話，就得唸「有喊有謝」，但如果無許下願望，都是講一些諸如保佑平安之類的吉祥話語。上香完畢後，隨即燒紙錢元寶。
因七月十三是地藏王菩薩神誕，供𰫕就是向地藏王菩薩解救出來的下界爺施食。故一般祭祀結束後，必須要把菜湯和生飯全部撒出去，同時還要拿三塊𰫕扔出去，在做這些動作時（特別是𰫕扔出去的時候），口頭必須要唸「一變十，十變百，百變千，千變萬；變無數千，變無數萬」。寓意撒出去的供品，就會變得很多很多，供給下界爺食用。

### 臺灣
有應公又稱「廟仔公」，「廟仔」意思指小廟。通常認為孤魂野鬼無人祭拜、無依無靠，專靠捉弄人來「討吃」過活。所以人們為了讓它們少作祟，就建了「三片壁」，讓它們有個歇息。
有應公的祭祀，多於死者骸骨發現或罹難處建立小祠祭拜，即所謂陰廟，部分並結合墓塚、骨灰罈或金斗等祭拜。
一般而言，陰廟小祠多無廟門，也無門神，門楣上常懸掛有紅布，部分題上「有求必應」字樣。屋脊亦不做鴟尾等雕飾，與一般廟宇不同。祭祀後，焚燒銀紙，廟旁所建焚燒紙錢之處亦稱「銀爐」。然隨其信仰傳布，建築形式常不斷擴大，甚至與一般廟宇無異，而有應公也常因為靈異神蹟，而在信仰中升格成正神，成為地方守護神。
臺灣本省習俗，凡因大病住院者，在入院、出院時，會在醫院附近設香案，祭拜醫院中的先歿孤魂，稱為「院主」或者「院公院婆」、「醫公醫婆」，感謝其庇佑。有時甚至有設廟奉祀，如臺北市襄陽路與公園路交叉處，臺大醫院舊院的圍牆內即奉祀有「醫公醫婆」。

## 禁忌
一般而言，臺灣民間信仰忌諱於日落之後前往陰廟祭祀，除非是賭徒求勝，或祈求違法不正之事。若在陰廟有所祈求時，包含單純求平安，日後心願達成後，必定要還願，如準備祭品或完成應許之事，也可以是捐獻香火錢、聘請戲班劇團表演、改建廟宇等等。

## 记载
- 钱钟书《围城》：「人家哪里有工夫梦见我们这种孤魂野鬼。」
- 清 洪昇 《长生殿·冥追》：「只落得伴冥途野鬼多。」
- 沈从文 《好管闲事的人·爹爹》：“ 「傩寿先生把儿子一死，也成了与孤魂野鬼相近的一个人了。」